# Angharad James-Turner
Angharad Jane James-Turner (* 1. Juni 1994 in Haverfordwest) ist eine walisische Fußballspielerin, die seit Januar 2024 Vertragsspieler des Seattle Reign FC ist und auch A-Nationalspielerin.

## Karriere

### Vereine
James-Turner in Haverfordwest geboren und in Narberth in Pembrokeshire aufgewachsen, spielte im Seniorinnenbereich zunächst bis ins Jahr 2012 für die zweite Mannschaft des FC Arsenal. Vom 2012 bis 2015 war sie anschließend für den Bristol Academy WFC in 52 Punktspielen in der FA Women’s Super League, die höchste Spielklasse im englischen Frauenfußball, aktiv, in denen ihr vier Tore gelangen. Mit dem Abstieg ihrer Mannschaft am Saisonende 2014/15 verließ sie diese.
In der Spielzeit 2016 bestritt sie fünf von 16 Punktspielen für die Frauenfußballmannschaft von Notts County und in der kurzen Überbrückungsspielzeit (FA WSL Spring Series) 2017 fand sie einzig am 31. Mai (9. Spieltag) für Yeovil Town, im torlosen Auswärtsspiel gegen Birmingham City, Berücksichtigung im Punktspielbetrieb.
Von 2017 bis 2019 wurde sie in zwei Saisonen in 34 Punktspielen eingesetzt. In den folgenden zwei Saisonen spielte sie für den FC Reading und erzielte zwei Tore in 36 Punktspielen.
In die Vereinigten Staaten gelangt, kam sie zunächst für North Carolina Courage in der National Women’s Soccer League, die höchsten Spielklasse, in 16 Punkspielen (1 Tor) der Regulären Saison und in einem der Ausscheidungsrunde zum Einsatz. Für den Ligakonkurrenten Orlando Pride bestritt sie in der Folgespielzeit 2017 lediglich sechs Punktspiele.
Nach England zurückgekehrt, fand sie in Tottenham Hotspur ihren nächsten Verein. Für diesen bestritt sie saisonübergreifend vom 18. September 2022 bis zum 21. Januar 2024 33 Punktspiele in der  FA Women′s Super League. Seit dem 17. März 2024 spielt sie erneut in der National Women’s Soccer League, diesmal für den Seattle Reign FC.

### Nationalmannschaft
James-Turner debütierte als Nationalspielerin des FAW in der U17-Nationalmannschaft. Von ihren zehn Länderspielen fanden sechs in der altersbezogenen EM-Qualifikation statt; jeweils drei Spiele der Gruppe 10 der ersten und der Gruppe D der zweiten Qualifikationsrunde. Ihr erstes Länderspiel erfolgte am 26. September 2009 beim 4:0-Sieg über die U17-Nationalmannschaft Färöers, ihr letztes am 14. April 2011 auf der Sportanlage Heslibach bei der 0:2-Niederlage gegen die U17-Nationalmannschaft Frankreichs.
Für die U19-Nationalmannschaft bestritt sie 25 Länderspiele, von denen neun Spiele den altersbezogenen EM-Qualifikationen in der Zeit vom 31. März 2011 bis zum 5. April 2012 zuzuordnen sind und drei der Gruppe A in der vom 19. bis zum 31. August 2013 im eigenen Land ausgetragenen Europameisterschaft.
Ihre Premiere in der A-Nationalmannschaft hatte sie am 27. Oktober 2011 mit dem dritten Spiel der EM-Qualifikationsgruppe 4 beim 2:2-Unentschieden gegen die Nationalmannschaft Schottlands in Edinburgh als Einwechselspielerin in der 89. Minute. Vier weitere Qualifikationsspiele in dieser Gruppe und 22 nachfolgende (1 Tor) – einschließlich vier Play-off-Spiele – schlossen sich an. Das mit 2:1 am 3. Dezember 2024 im Rückspiel der zweiten Runde der Play-offs gegen die Nationalmannschaft Irlands gewonnene Spiel bedeutete zugleich die Teilnahme an der in der Schweiz stattgefundenen Europameisterschaft 2025. Sie führte als Spielführerin ihrer Mannschaft diese das erste Mal in einem bedeutenden Turnier aufs Spielfeld. Die Premiere am 5. Juli 2025 in Luzern wurde mit 0:3 gegen die Nationalmannschaft der Niederlande verloren. Auch die beiden folgenden Spiele wurden verloren, so dass die Waliserinnen nach der Vorrunde ausschieden.
Unter anderem bestritt sie 28 WM-Qualifikationsspiele (1 Tor) – einschließlich zwei Play-off-Spiele –, jeweils sechs Spiele im Wettbewerb der Nations League Gruppe A3 2023/24 und Gruppe A4 2025, jeweils drei im Turnier um den Zypern-Cup 2018 und um den Pinatar-Cup 2022 und 2023. Bei ihrem Debüt im Turnier um den Algarve-Cup 2012 erzielte sie in ihrem einzigen Spiel ein Tor; es war das 1:0-Siegtor in der 90. Minute über die Nationalmannschaft Porutgals im ersten Spiel der Gruppe C am 29. Februar in Parchal. Im Turnier 2013 wurde sie in allen drei Spielen der Gruppe C berücksichtigt.

## Erfolge
- Erste Teilnahme an einer Europameisterschaft (2025)

Auszeichnungen
- Walisische Fußballspielerin des Jahres 2017[1]
- Walisische Nachwuchsspielerin des Jahres 2013, 2014[1]